# KkStB K
Die zweiachsigen offenen Güterwagen der Gattung K wurden ab den 1880er Jahren auf verschiedenen Strecken der k.k. Staatsbahnen (kkStB) für den Transport von Kohle eingesetzt.

## Geschichte
Von den zweiachsigen Kohlenwagen entstanden zwischen 1884 und 1889, eventuell schon früher, insgesamt 689 Stück mit zwei verschiedenen Bordwandhöhen bzw. mit und ohne Bremse. Mindestens 125 Wagen kamen bei der Arlbergbahn zum Einsatz. Aber auch auf vielen anderen Strecken der kkStB wurde dieser Wagentyp verwendet. Die Wagen hatten beidseitig je zwei Entleerungsklappen.
Gesichert ist, dass die Wagen mit den Nummern 5081–5205 mit Bremsersitz 1884 bei der Schweizerischen Industrie-Gesellschaft (SIG) gebaut wurden. Bei welchen Wagenbauanstalten und in welchen Jahren die anderen Wagen entstanden sind ist hingegen nicht genau nachvollziehbar, da in den erhaltenen Bestellbüchern der kkStB keine Eintragungen für diesen Zeitraum vorhanden sind.
| Bordwandhöhe       | Anzahl | Nummern                                                                                  |
| ------------------ | ------ | ---------------------------------------------------------------------------------------- |
| 900 mm mit Bremse  | 133    | 131, 3666, 5081–5205, 10663, 12724–12728                                                 |
| 900 mm ohne Bremse | 16     | 112, 134, 10923, 10971, 10996, 10998, 12729–12733, 22201–22205                           |
| 950 mm mit Bremse  | 471    | 4568–4627, 6882, 18356–18665, 18792–18831, 22757–22805, 24001–24010                      |
| 950 mm ohne Bremse | 69     | 6985, 7116, 7192, 7199, 7220, 11081, 11139, 18832–18881, 18932–18938, 23039–23042, 24011 |

Umnummerierungen erfolgten um 1900, 1913, 1919 nach Umstellung auf Österreichische Staatseisenbahn und 1921 bei der Umstellung auf Bundesbahnen Österreich (BBÖ), bei der sich auch die Gattungsbezeichnung zu Kw änderte. Details zu den Nummern sind nicht gesichert. Während des Zweiten Weltkrieges existierten nur noch wenige Exemplare als Arbeitswagen. In den Inventarlisten der Österreichischen Bundesbahnen (ÖBB) tauchen keine Wagen diese Bauart mehr auf.